# Clamecy, Nièvre
Clamecy este o comună în departamentul Nièvre din centrul Franței. În 2009 avea o populație de 4.238 de locuitori.
Clamecy este un oraș în Franța, sub-prefectură a departamentului Nièvre, în regiunea Bourgogne.

## Evoluția populației
| An        | 1975  | 1982  | 1990  | 1999  | 2006  | 2009  |
| --------- | ----- | ----- | ----- | ----- | ----- | ----- |
| Populație | 5.922 | 5.590 | 5.284 | 4.806 | 4.551 | 4.238 |